# 為妳說的謊 (電影)
是一部2016年美國、英國、澳大利亞、印度、紐西蘭和加拿大合拍的浪漫愛情歷史片，由德瑞克·奇安佛蘭斯執導和編劇，改編自M·L·史黛曼所創作的2012年同名小說。電影為多國合作製作，製片商包括夢工廠影業、Reliance Entertainment、Participant Media和盛日影业。
由麥可·法斯賓達、艾莉西亞·薇坎德、瑞秋·懷茲、布萊恩·布朗和傑克·湯普森主演。電影2016年9月1日在威尼斯影展上作全球首映，並競爭金獅獎。該片2016年9月2日在美國上映，英國於2016年11月4日上映。

## 劇情
故事敘述湯姆退伍後擔任一名燈塔看守員，於第一次世界大戰後，他和妻子伊莎貝爾居住在澳大利亞西海岸。有一天，夫妻倆在漂流至岸上的划艇救出一名女嬰，遲遲沒有孩子的兩人便將女嬰當作自己的孩子，並命名為露西。但隨著露西年齡的增長，湯姆和伊莎貝爾發現他們的撫養孩子似乎就是寡婦漢娜的小孩，使得湯姆和妻子必須作出可能威脅到他們幸福生活的決定。

## 演員
- 麥可·法斯賓達 飾 湯姆·薛柏（Tom Sherbourne）
- 艾莉西亞·薇坎德 飾 伊莎貝爾·薛柏（Isabel Sherbourne）
- 瑞秋·懷茲 飾 漢娜·倫費爾特（Hannah Roennfeldt）
- 布萊恩·布朗 飾 塞普蒂默斯·波茲（Septimus Potts）
- 傑克·湯普森（英语：Jack Thompson (actor)） 飾 拉爾夫·艾迪科特（Ralph Addicott）
- 艾蜜莉·巴克萊（英语：Emily Barclay） 飾 關·波茲（Gwen Potts）
- 里昂·福特（英语：Leon Ford） 飾 法蘭克·倫費爾特（Frank Roennfeldt）

## 發行
電影於2016年9月1日在第73屆威尼斯影展上作全球首映。華特迪士尼工作室電影透過試金石影業排於2016年9月2日在美國上映。2016年10月7日於臺灣上映。

### 評價
爛番茄新鮮度58%，Metacritic得分60，評價兩極，但以正面居多。主要稱讚電影仍保持原著扣人心弦的要素，以及演員的精彩演出。

### 票房
在美國，《為妳說的謊》於2016年9月2日上映，與《魔詭》共同競爭。於首映週末預計能從一千五百間戲院中獲得600萬至900萬美元。美國首映週末票房為500萬美元位居第六，口碑普通。

## 外部連結
- 官方网站
- 互联网电影数据库（IMDb）上《為妳說的謊》的资料（英文）
- Box Office Mojo上《為妳說的謊》的資料（英文）
- Metacritic上《為妳說的謊》的資料（英文）
- 爛番茄上《為妳說的謊》的資料（英文）
- 開眼電影網上《為妳說的謊》的資料（繁體中文）